# Shazam! Fury of the Gods
Shazam! Fury of the Gods ist eine US-amerikanische Comicverfilmung von Regisseur David F. Sandberg. Es handelt sich um eine Fortsetzung zum 2019 erschienenen Film Shazam! und um den insgesamt 12. Spielfilm innerhalb des DC Extended Universe.
Der Film wurde am 14. März 2023 im Fox Village Theatre in Hollywood uraufgeführt und ist am 17. März 2023 in den US-amerikanischen Kinos erschienen sowie einen Tag zuvor in Deutschland.

## Handlung
Zwei Jahre nach der Niederlage von Thaddeus Sivana brechen Hespera und Kalypso, zwei der Töchter des Titanen Atlas, in das Akropolismuseum in Athen ein, um den zerbrochenen Stab des Zauberers zu stehlen. Sie bringen ihn zum Zauberer, der im Reich der Götter eingesperrt ist, und zwingen ihn, den Stab zu reparieren und seine Kräfte zu reaktivieren.
In Philadelphia retten Billy Batson und seine Shazam-Familie (die sich aus den Pflegegeschwistern zusammensetzt) Menschen auf der einstürzenden Benjamin Franklin Bridge. Die Gruppe gerät zu Hause aneinander, während sie gemeinsam aufwachsen und ihre eigenen persönlichen Interessen entwickeln. Insbesondere die Älteste, Mary, die sich darüber ärgert, dass ihr geheimes Leben als Superheldin sie daran hindert, aufs College zu gehen. Billy dagegen macht sich Sorgen darüber, aus der Familie Vasquez geworfen zu werden, wenn er aus dem Pflegesystem herausgealtert ist. In einem Traum warnt der Zauberer Billy vor den Töchtern und fordert die Shazam-Familie auf, sich zu erforschen.
Freddy Freeman, der noch immer in der Schule gemobbt wird, verliebt sich in ein neues Mädchen namens Anne, der er sein Superhelden-Ich zeigt. Hespera und Kalypso kommen mit dem Stab an und stehlen Freddys Kräfte, und Anne entpuppt sich als ihre jüngste Schwester Anthea. Billy und die anderen Shazams versuchen, Freddy zu retten, aber die Töchter entführen ihn und errichten eine unzerstörbare Kuppel um die Stadt, die alle darin einschließt. Freddy ist mit dem Zauberer im Reich der Götter eingesperrt. Die Töchter offenbaren, dass sie Rache wollen, weil der Zauberer ihren Vater getötet hat.
Währenddessen betreten die Helden den Felsen der Ewigkeit, wo sie auf einen empfindungsfähigen Stift namens Steve treffen, den sie verwenden, um einen Brief an Hespera als Verhandlung für Freddys Freilassung zu verfassen. Billy trifft Hespera in einem örtlichen Restaurant, und obwohl das Treffen zunächst herzlich ist, kämpfen sie und Kalypso bald gegen die Shazams. Pedro verliert während des Kampfes seine Kräfte, während Hespera gefangen genommen und zum Felsen gebracht wird. Hespera bricht aber schnell wieder aus und stiehlt den Goldenen Apfel, den Samen des Lebensbaums. Währenddessen versuchen Freddy und der Zauberer, mit der Hilfe der mit ihnen sympathisierenden Anthea aus dem Reich der Götter zu fliehen, gerade als Hespera mit dem Apfel zurückkehrt. Die Töchter streiten sich, weil Hespera und Anthea den Apfel benutzen wollen, um ihr Reich wiederzubeleben, während Kalypso ihn auf die Erde pflanzen will, um diese zu zerstören. Freddy stiehlt den Apfel, wird aber entdeckt. Billy und die Shazams tauchen auf und Freddy erlangt seine Kräfte zurück.
Billy und die Shazams tauchen mit dem Zauberer im Haus von Vasquez auf, wo sie ihren Pflegeeltern ihre geheime Identität offenbaren. Kalypso erscheint mit einem Drachen namens Ladon, um den Apfel zu erwerben. Alle außer Billy verlieren ihre Kräfte in dem Gefecht, während Kalypso den Apfel zurückholt und damit einen Baum im Citizens Bank Park pflanzt. Der Baum bringt verschiedene Monster hervor, darunter Zyklopen, Harpyien, Mantikore und Minotauren, die gemeinsam die Stadt angreifen. Hespera und Anthea wehren sich gegen den zerstörerischen Plan ihrer Schwester, aber Kalypso verwundet Hespera tödlich und entmachtet Anthea. Billy bittet den Zauberer verzweifelt, ihm seine Kräfte zu entziehen, aber der Zauberer versichert ihm, dass er ein wahrer Held ist, der ihrer würdig ist.
Billy hört auf die Worte des Zauberers und fliegt davon, um Kalypso aufzuhalten, während die Shazams die Hilfe von Einhörnern in Anspruch nehmen, um die anderen Monster abzuwehren. Billy überredet die sterbende Hespera, ihm dabei zu helfen, Kalypso aufzuhalten. Als Billy merkt, dass die Kuppel heftig auf seinen Blitz reagiert, lockt er Kalypso in den Park, während Hespera die Kuppel verkleinert, um sie einzudämmen. Billy kämpft gegen Kalypso und Ladon, bevor er sie beide tötet, indem er den Stab mit Strom überlädt und mit ihnen den Baum und Kalypsos Armee auf Kosten seines eigenen Lebens vernichtet. Hespera erkennt Billy als wahren Gott an, bevor sie ihren Wunden erliegt.
Anthea bringt Billys trauernde Familie zu seiner Beerdigung ins Reich der Götter. Diana Prince, das letzte Lebewesen mit göttlichen Kräften, erscheint und repariert den Stab, erfüllt ihn mit ihrer Kraft und benutzt ihn, um das Reich der Götter wiederzubeleben, Antheas Kräfte wiederherzustellen und Billy wiederzubeleben. Billy wiederum benutzt den Stab, um die Kräfte seiner Geschwister wiederherzustellen. Die Shazams bauen ihr Zuhause wieder auf, während Anthea und der Zauberer sich auf der Erde niederlassen.
In einer Mid-Credits-Szene versuchen Emilia Harcourt und John Economos, Billy im Auftrag von Amanda Waller für die Justice Society zu rekrutieren. In einer Post-Credits-Szene trifft ein immer noch inhaftierter Sivana erneut auf Mister Mind, wütend darüber, dass er nicht begonnen hat, ihren gemeinsamen Plan umzusetzen.

## Produktion
Bereits kurz nach dem Kinostart von Shazam! im April 2019 wurde bekannt, dass Henry Gayden damit beauftragt wurde, das Drehbuch für eine Fortsetzung zu schreiben. Zuvor kündigten sowohl Regisseur David F. Sandberg als auch Produzent Peter Safran an, dass sie an einer Fortsetzung mitwirken werden, sofern eine von Warner Bros. angekündigt werde. Anfang Dezember 2019 wurde der US-amerikanische Starttermin des zweiten Teils schließlich auf den 1. April 2022 datiert. Laut Shazam-Darsteller Zachary Levi soll in der Fortsetzung erneut die Ersatzfamilie von Billy Batson in Erscheinung treten. So bestätigte zunächst Marta Milans, dass sie auch in der Fortsetzung zu sehen sein werde. Im Rahmen der DC FanDome im August 2020 wurde die Rückkehr von Faithe Herman, Adam Brody und Meagan Good, das Mitwirken von Sinbad sowie der offizielle Titel Shazam! Fury of the Gods bestätigt. Als Gegenspieler sollen drei mysteriöse Schwestern auftreten, zu denen die von Helen Mirren gespielte Hespera und die von Lucy Liu porträtierte Kalypso zählen. Im Februar 2021 schloss sich Rachel Zegler der Besetzung an. Gleichzeitig wurde vermeldet, dass Chris Morgan am Drehbuch mitwirkte und Geoff Johns als Produzent fungieren wird.
Nachdem der ursprünglich geplante Drehstart im Sommer 2020 aufgrund der COVID-19-Pandemie verschoben werden musste, wurde als neuer Termin das erste Quartal 2021 avisiert. Die Dreharbeiten begannen schließlich am 26. Mai 2021 in Atlanta. Als Kameramann fungiert Gyula Pados.
Ein erster Trailer wurde im April 2022 exklusiv auf der CinemaCon vorgestellt und im Juli 2022 im Rahmen der San-Diego Comic-Con veröffentlicht. Der Film sollte ursprünglich am 31. März 2022 in die deutschen und am darauffolgenden Tag in die US-amerikanischen Kinos kommen. Im Zuge der COVID-19-Pandemie wurde der US-Starttermin allerdings zunächst auf den 4. November 2022 und später auf den 2. Juni 2023 verschoben. Im März 2022 erfolgte eine Vorverlegung auf den 16. Dezember 2022. Kurz darauf gab es eine erneute Verschiebung auf den 21. Dezember 2022, um das Startfenster von Avatar: The Way of Water zu meiden. Im August 2022 nahm der Film den Starttermin von Aquaman and the Lost Kingdom am 17. März 2023 ein.

## Synchronisation
Die deutschsprachige Synchronisation entstand bei Interopa Film in Berlin nach einem Dialogbuch und unter der Dialogregie von Sven Hasper.
| Rolle                        | Schauspieler               | Synchronsprecher  |
| ---------------------------- | -------------------------- | ----------------- |
| Billy Batson als Shazam      | Zachary Levi               | Norman Matt       |
| Billy Batson                 | Asher Angel                | Cedric Eich       |
| Hespera                      | Helen Mirren               | Karin Buchholz    |
| Kalypso                      | Lucy Liu                   | Melanie Hinze     |
| Anthea / Ann                 | Rachel Zegler              | Daniela Molina    |
| Der Zauberer Shazam          | Djimon Hounsou             | Tilo Schmitz      |
| Freddy Freeman               | Jack Dylan Grazer          | Jaro Haggège      |
| Freddy Shazam                | Adam Brody                 | Sven Hasper       |
| Eugene Shazam                | Ross Butler                | Nico Sablik       |
| Darla Dudley                 | Faithe Herman              | Nele Zech         |
| Darla Shazam                 | Meagan Good                | Esra Vural        |
| Pedro Peña                   | Jovan Armand               | Amadeus Strobl    |
| Pedro Shazam                 | D. J. Cotrona              | Peter Lontzek     |
| Mary Bromfield / Mary Shazam | Grace Caroline Currey      | Victoria Frenz    |
| Rosa Vasquez                 | Marta Milans               | Marie Bierstedt   |
| Victor Vasquez               | Cooper Andrews             | Tobias Müller     |
| Diana Prince / Wonder Woman  | Gal Gadot                  | Sanam Afrashteh   |
| Emilia Harcourt              | Jennifer Holland           | Leonie Dubuc      |
| John Economos                | Steve Agee                 | Michael Iwannek   |
| Mr. Mind                     | David F. Sandberg (Stimme) | Oliver Rohrbeck   |
| Dr. Thaddeus Sivana          | Mark Strong                | Torsten Michaelis |

## Altersfreigabe
In den Vereinigten Staaten erhielt Shazam! Fury of the Gods von der MPA aufgrund einiger Action- sowie Gewaltszenen und der Sprache ein PG-13-Rating.